# Princeps
El  princeps ("primer ciutadà") va ser un títol de la primera etapa de l'Imperi Romà (Principat), que va rebre del Senat l'emperador Octavi August, l'any 28, en reconeixement del seu poder i prestigi polític. El títol de Princeps intentava conservar l'essència de la idea republicana.
El títol de princeps es va originar sota la República Romana, i pertanyia al principal membre del Senat (princeps senatus). Indicava la posició que ocupava l'emperador, una posició que no venia donada perquè tingués un alt càrrec, o qualsevol càrrec de nova creació, sinó pel fet que el senat i el poble romà havien concedit determinats poders a un ciutadà individual, i per aquests poders es trobava situat per damunt dels seus conciutadans. El títol era creat per mitjans constitucionals i es donava a cada titular.
Tots els emperadors romans van mantenir el tractament de princeps fins l'època de Dioclecià, que seria reemplaçat pel de senyor absolut. Així finalitzava el període del Principat i començava el del Dominat.

## Prínceps de Barcelona
Els comtes de Barcelona des de Borrell II es van anomenar, entre altres títols, princeps. Aquest tractament donava al comte de Barcelona una major preponderància respecte als comtes veïns, i donaria lloc al Principat de Catalunya en època de Pere el Cerimoniós. Al territori dominat pel princeps se li deia principatus. Alguns exemples:
- Borrell II per consensum principis Borrellum

- Ramon Borrell inclutus princeps Raimundus

- Berenguer Ramon I, principis nostri Berengarii
- Ramon Berenguer I, principis Barchinonensis; domini Raymundi et domini Almodis, Barchinone principum; principes qui in hoc principatu

- Ramon Berenguer III, principis nostri Berengarii